# Liceo Valentín Letelier de Santiago
El Liceo Valentín Letelier de Santiago, es una institución pública de enseñanza básica y media científico-humanista. Fue fundada por decreto supremo N.º 3545 del Ministerio de Educación Pública de Chile, el 6 de diciembre de 1888, bajo la presidencia de José Manuel Balmaceda  en la ciudad de Santiago de Chile. Su nombre original fue el de Liceo Santiago.
Posteriormente, en 1929, asumiendo la rectoría Don Luis Galecio,  pasó a llamarse Liceo de Varones Nº1 de Santiago, el que en la actualidad es Liceo A-1 Valentín Letelier(desde la década de los 70 se incorporan mujeres en su estudiantado), en homenaje al entonces abogado y rector de la Universidad de Chile.
Se emplaza en la zona centro-norte de Santiago, en la actual Recoleta, en el entorno multicultural de la Recoleta Franciscana, y de la zona comercial Patronato junto a la estación ferroviaria Patronato del Metro de Santiago. Es parte del conjunto de establecimientos administrados por la Municipalidad de Recoleta.
Es uno de los liceos más emblemáticos de Chile, gozando la mayor parte de su vida de una rica historia, habiendo formado a muchas generaciones de estudiantes, exitosos en todas las áreas del quehacer humano, cultural, político, social, artístico y científico, además de un profundo sentido de participación activa en la vida política, social y educacional de Chile. Está reconocido como Liceo Tradicional por el ministerio de educación de Chile MINEDUC.

## Historia
El contexto de su fundación se basa prácticamente en la necesidad de implementar reformas pedagógicas en el sistema educacional chileno. Con ese fin, el secretario diplomático de la delegación chilena en Alemania, Valentín Letelier, cumple con observar el sistema de instrucción pública instaurado en la entonces Alemania Imperial, cuyo funcionamiento lo consideró prácticamente aplicable en las escuelas y liceos chilenos.
Más cerca de la política, el recientemente establecido Partido Radical de Chile, en su calidad de oposición, insiste en poner en el parlamento el tema de la educación libre y laica, en ese momento, muy controversial debido a la gran carrera que aún mantenía la educación pública del estado, con la Iglesia católica.
Fue en la primera asamblea radical de Chile, donde se propone la consigna de enseñanza laica, cuyo factor determinante fue acogido por el mismo militante radical, Valentín Letelier. Desde allí, se configurarán los ideales y entusiasmos del país para conformar un nuevo sistema de instrucción pública, que generará igualdad y descentralización, producto de las masiva migración a la ciudad y del empoderamiento social de la clase media.

## Fundación
Para dar impulso a la aplicación de la restructuración pedagógica en Chile, Balmaceda invierte en una suma de medidas influidas por Letelier, entre las que se encuentran la fundación del Liceo Santiago en 1888, el Instituto Pedagógico de la Universidad de Chile en 1889 (Actual UMCE), la aplicación del sistema concéntrico de instrucción secundaria y el primer Liceo Fiscal de Niñas de Valparaíso. Gran parte de estas medidas fueron llevadas a cabo por el entonces ministro Julio Bañados Espinosa, con el fin de aplicar el proyecto educativo diseñado por Letelier.

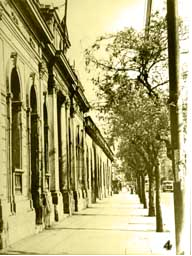
Calle: Antigua Quinta de Diego Portales.

La fundación del Liceo Valentín Letelier en 1888 fue sin embargo, propuesta mucho antes, hacia 1875, como manera de mitigar el rápido ascenso de población escolar que mantenía el Instituto Nacional. Para ello, el rector del Instituto, Ignacio Zenteno, propone al ministerio la creación de un establecimiento en la zona norte de Santiago, cruzando el Río Mapocho, hoy Recoleta.
Fue entonces que en 1888, se escoge la quinta que fuera de Diego Portales para albergar al Liceo Santiago, edificio construido a principios del siglo XIX, mucho antes de que el gobierno proyectara un nuevo edificio para su instalación definitiva.

## Rectores y directores
- 1888 – 1928:  Su primer rector fue el alemán Martín Schneider, siendo sucedido por Rubén Guevara y Horacio Arce.

- 1929 - 1973:  En 1929, asume como director, el señor Luis Galecio, quien le da a la institución una identidad sostenible, ejerce durante 45 años. En ese entonces el liceo cuenta con cerca de 3000 alumnos y sus instalaciones cuentan con canchas de tiro al arco, tiro al blanco, basquetbol, gimnasia y laboratorios además de las aulas de enseñanza secundaria. Su proyecto educativo consta de áreas como zoología, biología, matemáticas y gimnasia. Se crean además los “emblemas del liceo”, se adopta una nueva insignia, se crea el primer decálogo para honrarla, se organiza el primer centro de alumnos y exalumnos, el grupo scouts, el orfeón y la orquesta, e inaugura la casa de salud y solaz de Llolleo.[5]  Su excelencia en la gestión pública del liceo, le valen el reconocimiento de la nación.

A su muerte fue nombrado "Rector Honorario y Vitalicio" mediante Decreto Ley N.º 1117 de 1975, del Ministerio del Interior de Chile, el que le otorgó por gracia, el derecho a percibir desahucio, por sus 70 años al servicio público. Un Liceo de la comuna de San Miguel lleva su nombre. Es considerado el más importante rector de la historia del Liceo y además uno de los líderes más importantes de la educación chilena del siglo XX
- 1974:  Asume la dirección Miguel Ríos Urzúa, profesor de castellano. Durante este periodo se impulsan proyectos de mejoramiento pedagógico, enfrentando el liceo durante este periodo varios episodios complejos por razones políticas de la dictadura chilena. Ejerce hasta 1992.

- 1992:  Asume la dirección Niffon Hamuy,  sucedido por Rogelio Solar.

- 1993 – 1994:  Dirige don René Pérez Oporto, se impulsan proyectos de mejoramiento organizativo - interno y al proceso de enseñanza - aprendizaje.

- 1995:  Asume el cargo, don Santiago González Escobar, quien ejerciera como subdirector del mismo establecimiento. Durante su gestión, se continúa con el mejoramiento de los procesos de aplicación pedagógica y de enseñanza, y se hacen mejoras en el aspecto disciplinario.

- 1996:  Es elegido director permanente Don Carlos Aliaga Correa. Durante su periodo como director, el liceo se incorpora al Programa de Mejoramiento de la Calidad y Equidad de la Educación Media  (MECE Media) y al Programa ENLACES, de mejoramiento de la calidad de la educación, integrando la informática educativa en el sistema académico, lo que se traduce en una renovación metodológica y administrativa. Además inicia procesos proyectándose a mejorar la infraestructura, la administración financiera, el aspecto técnico-pedagógico y la reestructuración del CEPA.

En 1997 se instaura la jornada escolar completa (JEC) y el liceo participa en el proyecto de mejoramiento educativo (PME), en ese mismo año el Liceo Valentín Letelier postula al Proyecto Montegrande, programa experimental del Ministerio de Educación, con el fin de potenciar estrategias de mejoramiento de la enseñanza media en el país. Durante el periodo del rector Carlos Aliaga el liceo vive un renacer motivado por la excelencia académica ganada y varias mejorías en su infraestructura y capacidades.
A fines de 2001, Carlos Tomás Aliaga, se acoge a jubilación.
- 2002 a 2005: Asume la dirección Santiago González Escobar. Este gestor impulsa innovaciones en la identidad institucional, estableciendo “los tres pilares” donde descansa el éxito del Liceo Valentín Letelier, estos son tradición, disciplina y excelencia.

- 2006 a 2007: Asume Raúl Mellado, quien fue alumno, inspector de curso, profesor, inspector general y posteriormente director del Liceo.

- 2006 a 2011: Asume José Héctor Patricio Latorre Fuentes, quien realiza una lamentable gestión que desencadena en una de las peores crisis histórica de liceo, llevándolo al borde del cierre. Producto de su mala administración es removido del cargo a inicios de 2012, reemplazada por Lorena Florin, interventora temporal.

- 2012 : Asume el cargo de directora Patricia Peñaloza quien ejerce el cargo hasta mayo de 2013.

- 2013 : La dirección es asumida por Andrés Hernández Castro, quien lleva adelante el proceso de renacer institucional.
- 2014 : Una vez más es cambiado el director, esta vez asume Juan Luis Ramírez, quien solo dirige un año.
- 2015 : Un nuevo director toma el mando,  esta vez por concurso público de alta dirección asume don  Victor H Jofré Castillo, profesor de Educación física.

## Época de Oro y un Gran Prestigio
El liceo adquirió un gran prestigio producto de sus altos resultados académicos y la gran calidad de sus docentes, pues la mayoría de sus alumnos tenían ingreso directo a la Universidad, se formaban como destacados profesionales y partícipes de la actividad social del país. Este periodo se establece entre 1920 y 1973, coincidiendo en gran parte con la dirección del rector Luis Galecio Corvera.
Durante este tiempo el liceo es reconocido como uno de los mejores establecimientos de Chile, con excelencia educacional. En ese periodo hubo grandes profesores y maestros, que realizaban actividades en nuestro liceo y universidades.
En esos años los profesores del Valentín Letelier supervisaban a colegios de Las Condes y en otras comunas, como al Instituto La Salle.

## Actividad Política
El estudiantado del liceo siempre ha tenido una gran participación en temas políticos, desde los años previos al gobierno de la Unidad Popular, el gobierno de Salvador Allende, la dictadura militar e incluso hasta el presente.
Durante la dictadura, en 1978 se realizó el primer paro del país en nuestro liceo, y la primera toma de un liceo en Chile se realiza el 4 de octubre de 1984, hecho registrado en el documental "Actores Secundarios". No obstante en el año 82, no solo fue tomado el liceo sino además algunos de sus dirigentes fueron relegados a raíz de estos sucesos, por lo cual no pudieron asistir a recibir su diploma de graduación, siendo vitoreados en la ceremonia suspendiendola  durante largos minutos. La década de los 80 y principios de los 90 fue muy activa en términos políticos, ganando el liceo un sello de establecimiento "combativo", formando eje principal de los liceos emblemáticos durante las manifestaciones e inmortalizando el grito "Vale Vale Vale, Valentín, Lete, Lete, Lete, Letelier, Liceo Valentín Letelier", en las calles de Santiago. Esto se retoma en las manifestaciones de principios de la década del 2000 (periodo 2000 - 2006), e incluso en la revolución pingüina del 2006 el alumno Juan Carlos Herrera fue líder y vocero nacional del movimiento.

## Exalumnos Destacados
•	Patricio Aylwin Azocar – Presidente de la República de Chile 1991 – 1994.
•	Fernando González Mardones – Director y profesor de teatro. Director del Teatro Nacional entre los años 1998 y 2000. En el año 2005 fue distinguido con el Premio Nacional de Artes de la Representación y Audiovisuales de Chile.
•	Mariano Fernández – Abogado Universidad Católica. Ministro de Relaciones Exteriores en periodo 2009 - 2010. Embajador de Chile en Reino Unido, Italia, España y Comunidad Europea.
•	Antonio Mascaró Blanco  – Medicina Universidad de Chile,Desarrollo y progreso de la Dermatología en Chile. Miembro fundador de la Sociedad  Chilena de Dermatología y Sifilología en 1938, actual Sociedad Médica de Santiago.
•	Jorge Mascaró Blanco  – Odontología Universidad de Chile, Desarrollo y progreso de la Odontología en Chile.
•	Pedro Sabat Pietracaprina – Administrador Público Universidad de Chile, alcalde de Ñuñoa.
•	Ignacio González Díaz – Medicina Universidad de Chile, Desarrollo y progreso de la Dermatología Infantil en Chile.
•	Mario Hamuy Berr – Economista Universidad de Chile, Diputado de la República (DC) 1990 - 1998.
•	Ricardo Hormazábal S. – Derecho Universidad de Chile, Senador de la República 1990 – 1998.
•	Luis González Olivares – Político Chileno. Diputado del Partido Socialista de Chile. Integró durante su diputación la comisión de Hacienda.
•	Percy Richter Silberstein – Contraalmirante. Comandante en Jefe de la Cuarta Zona Naval de la Armada de Chile.
•	Ricardo Núñez Muñoz – Hist. Y Geografía Universidad de Chile, Presidente Partido Socialista de Chile, senador de la República 1993 – 2000.
•	Enrique Silva Cimma – Derecho Universidad de Chile, presidente del Partido Radical de Chile, ministro de RREE 1990 – 1994, contralor general de la República, integrante de la Corte Suprema.
•	Benjamín Teplizki Lijavetzki – militante del Partido Radical de Chile, ministro de Minería 1994 – 1997.
•	Miguel Huerta Muñoz – Derecho Universidad de Chile, Diputado de la República 1949.
•	Aniceto Rodríguez Arenas – Derecho Universidad de Chile, Secretario Gral. De la FECH, embajador en Caracas, Senador de la República 1969 – 1977.
•	Jorge Insunza Gregorio de las Heras – Análisis Político U. D. Portales, Militante JJCC, Diputado de la República 2006 - 2010.
•	Mario Céspedes Gutiérrez – Profesor de Historia I. Pedagógico de Chile, Profesor Facultad de Filosofía U. de Chile. Locutor radial y conductor de programas culturales. Fundador de las escuelas de periodismo y sociología de la Universidad de Chile.
•	Mike Medavoy – Prod. Cinematográfica U. of California LA, Miss Potter, Black Swan con Phoenix Pictures - Hollywood.
•	Mario Carroza – Abogado Universidad de Chile, profesor de filosofía Instituto Pedagógico de la Universidad de Chile, Ministro del poder judicial.
•	Mario Pérez – Ingeniero Civil Electrónico Universidad Técnica Federico Santa María Doctor en Astrofísica, Ingeniero de la NASA en programa avanzado de búsqueda de planetas extrasolares.
•	Valentín Trujillo (pianista) – Compositor y músico chileno, uno de los pianistas más importantes de la música popular nacional del siglo XX.
•	Elias Friedenzohn – Músico Universidad de Chile, Violinista. Fundador Filarmónica de Chile y músico de la Orquesta sinfónica de Detroit.
•	Marco Aurelio – Cantante de la nueva ola chilena.
•	Juan La Rivera – Animador de televisión y locutor radial.
•	Carlos Valenzuela – Médico, investigador en Bioética. Profesor de pre y postgrado Universidad de Chile y otras universidades extranjeras.
•	Juan Vielmas – Enfermero universitario, director de escuela de Enfermería Universidad de Chile.
•	Marco Suitt – Destacado escultor y artista visual.
•	Marcos Borcoski (Fyto Manga) – Dibujante y diseñador, máximo exponente de manga y anime en Chile.
•	Juan Carlos Aránguiz – Juez de la República.
•	Carlos Abumohor Touma – Empresario.
•	Demetrio Marinakis – Empresario de transportes. Dirigente deportivo del club Santiago Morning.
•	Italo Osses – Profesor de música Universidad Metropolitana de Ciencias de la Educación. Músico, integrante de Banda Conmoción.
•	Fernando Cisterna Ortiz – Dentista Universidad de Chile. Político del Partido Radical de Chile, diputado y embajador en Suiza en 1947.
•	José Santos González Vera – Escritor chileno, novelista. Premio Nacional de Literatura de Chile en 1945.
•	Vasco Valdebenito García – Ingeniero en minas Pontificia Universidad Católica de Chile Político, alcalde y diputado del Partido Socialista.
•	Rodolfo Norambuena – Licenciado en música y compositor Universidad de Chile, experto en historia de la música popular chilena y latinoamericana. Profesor universitario.
•	Gonzalo Acevedo – Director museo Hermitage de Moscú.
•	Tony Caluga (Abraham Lillo Machuca) – Gran artista circense chileno, creador de la tradición de payasos más importantes de Chile. Varios familiares circenses estudiaron en el liceo.
•	Ernesto Vásquez – Abogado, Universidad de Chile. Fiscal adjunto de Santiago y defensor público. Profesor activo en Universidad de Chile y Universidad Alberto Hurtado. Magíster en Derecho penal, Universidad de Chile. Secretario general asociación de fiscales de Santiago.
•	José Román – Cineasta chileno, director de "Reportaje a Lota" y guionista de "Valparaíso de mi amor", "ya no basta con rezar" entre otros. Profesor de cine.
•	Nelson Wohllk – Médico Universidad de Chile. Jefe de endocrinología del Hospital Salvador, Director técnico de instituto de estudios médicos avanzados, presidente de la Sociedad Latinoamericana del Tiroides. Médico del Instituto de Neurocirugía. Posdoctoral Fellowship Universidad de Texas, Medical Doctor en Anderson Cancer Center Houston Usa.
•	Sergio Muñoz Navarro – Estadístico Universidad de Chile. Magíster en Estadística Matemática y Doctor Phd en la Universidad de Carolina del Norte EE. UU. Consultor de la Organización Mundial de la Salud y profesor en la Universidad de la Frontera.
•	Héctor P. Corrales – Ingeniero, científico e investigador. Doctor Phd en Instituto de Tecnología de Illinois. Ingeniero de Laboratorios BELL, AT&T y ALCATEL.
•	Tomás Palominos – Jefe de redacción Cámara de Diputados de la República de Chile.
•	Daniel Vilches – Humorista, comediante, artista circense, interpretó al "Señor Corales". Es conocido como el "Académico de la Lengua". Dirige una revista de humor hasta la actualidad.
•	Rosendo Inostroza – Profesor de educación física. Creador de la maratón Valentiniana "Raúl Inostroza", en honor a su padre, quien fue un destacado deportista atleta chileno.
•	Víctor Méndez – Atleta, medallista nacional en atletismo.
•	Víctor Morales Vega – Ingeniero civil. Gerente de proyectos de Metro de Santiago.
•	Arturo Muñoz Cuevas – Médico Veterinario Universidad de Chile. Investigador de Biología y reproducción animal en la misma universidad.Doctor en Zoología experimental por la Universidad de París. Medalla de honor por la Centre National de la Recherche Scientifique. Curador Museo Nacional de Historia Natural de Francia.
•	Agustín Muñoz Vergara – Politólogo, Doctor en estudios ibéricos y latinoamericanos Universidad de París IV Paris-Sorbonne, Ex Director regional de la OIT para América Latina y El Caribe. Escritor del libro "Abriendo Caminos, Retrospectiva política, social y sindical de Chile".
•	Mariano Latorre Blanco – Médico Universidad de Chile. Uno de los mayores especialistas en Neurología infantil a nivel sudamericano, Se especializó en la Universidad de Chicago con el profesor Douglas Buchanan.
•	Juan M. Céspedes Galleguillos – Médico Universidad de Chile, especialista bronco-pulmonar. Miembro honorario Sociedad Chilena de Enfermedades Respiratorias. Jefe del laboratorio de fisiopatología del Instituto Nacional del Tórax.
•	Melchor Lemp Miranda – Médico Neurocirujano Universidad de Chile. Uno de los mayores especialistas en su área, profesor del departamento de neurocirugía de la Universidad de Chile, Jefe del mismo departamento.
•	Carlos Arratia – Futbolista profesional, jugó en el Club Universidad de Chile. Integrante del Ballet Azul, Semifinalista de la Copa Libertadores de América de 1970.
•	Ricardo Vivado Orsini – Egresado en 1920. Fue uno de los fundadores de la radiodifusión en Chile. Pionero en el arte del cine sonoro.

• Luis Rodríguez Quinteros - Médico Veterinario. Diplomado
En geriatría de pequeños animales y medicina felina. Fue el
Primer alumno  y único hasta la fecha en realizar un intercambio estudiantil a Estados Unidos en 2008.

## Profesores Ilustres e Históricos
•	Pedro Humberto Allende - Músico, compositor y profesor de la Universidad de Chile, Premio Nacional de Arte de Chile mención música 1945.
•	Lautaro Yankas (Manuel Soto Morales) - Escritor chileno, profesor de artes plásticas de la Universidad de Chile. Autor de más de 30 obras literarias.
•	Hernán Ramírez Necochea - Historiador, académico y profesor universitario y escolar. Director de la escuela de filosofía y educación de la Universidad de Chile y master of arts en la Universidad de Columbia. Militante comunista.
•	Osvaldo Ramírez Ossandon: Destacado artista plástico y visual de Chile. Fue profesor de historia del arte, dibujo, composición y técnicas del color en el Liceo Valentín Letelier de Santiago, Liceo José Victorino Lastarria y Liceo Amunategui.
•	Carlos Mondaca Cortes: Profesor de castellano. Poeta, escritor. Ejerció la docencia en nuestro liceo, en la Universidad de Chile y posteriormente fue rector del Instituto Nacional General José Miguel Carrera.
•	Guillermo Behm: Profesor de historia y filosofía.
•	Luis Ceroni: Profesor de biología.
•	Alberto Arellano: Profesor Normalista, de nivel primario. Hermano de David Arellano. Fue uno de los fundadores del Club Social y Deportivo Colo Colo.
•	Eduardo Rodríguez ("Controlito") - Profesor de matemática y física. Ejerció docencia en la Universidad de Chile.
•	Agustín Zumaeta Basualto - Profesor de castellano, poeta. Integrante del grupo literario "Los Inútiles" con Óscar Castro.
•	Aida Rodríguez de Stranger - Profesora de inglés.
•	Jaime Gutiérrez: Profesor de matemática, inspector y actual funcionario del liceo. Activo desde la década de 1960.
•	Jorge Miranda: Alumno y posteriormente profesor de física.
•	Jaime Narea: Alumno y posteriormente profesor de música.
•	Berta Jarufe: Profesora de castellano.
•	José Molina: Profesor de música, compositor himno actual liceo Valentín Letelier. Canto en la Scala de Milán.
•	Valentín Trujillo (pianista): Alumno y posteriormente profesor de música.
•	Raúl Miranda: Profesor de Biología.
•	Alejandra García: Profesora de Lenguaje y Comunicación.
•	Raúl Mellado: Alumno, profesor, inspector general y en 2006 asume como director del Liceo Valentín Letelier.
•	Rosendo Inostroza: Alumno y posteriormente profesor de educación física. Creador de la maratón Valentiniana.
•	Hilda González: Profesora de Castellano.
•	Raúl Espejo: Profesor de castellano.
•	Raúl Inostroza: Profesor de educación física y Deportes. Campeón nacional de atletismo. La maratón del liceo se realiza en su honor.
•	Mario Carroza: Alumno y posteriormente Profesor de Filosofía. Ministro del poder judicial.
•	Mariano Latorre: (Mariano Latorre Court))Profesor de castellano. Escritor costumbrista tradicional. Premio Nacional de Literatura de Chile.

## Proyecto Montegrande
En 1999 el Liceo Valentín Letelier de Santiago, es uno de los 51 colegios del país en ser seleccionados para la aplicación del proyecto «Reconstruyendo el Pasado y Diseñando el Futuro» postulado por el Liceo, por lo que comienzan a aplicarse importantes innovaciones educativas para su desarrollo.
En ese entonces, el liceo cuenta con aproximadamente 40 docentes y administrativos directos, por lo se comienza a gestar un cambio curricular, que permite a sus alumnos reconocer habilidades que promueven el desarrollo social, y la cultura.
Uno de los objetivos fue diseñar una malla curricular que se apuntara a la integración de todos los sectores de aprendizaje, todo esto con objetivos compartidos entre la comunidad. Un proyecto académico que valore el pasado y tome en cuenta los intereses de los alumnos, de modo que responda a los requerimientos de la cultura y la sociedad.
Es reconocido como uno de los mejores momentos en la historia reciente del liceo, pues se obtuvieron muy buenos resultados en los distintos ámbitos de su gestión académica.
El proyecto provoca que mediante las asesorías realizadas, se mejoren los apoyos a los procesos de enseñanza y aprendizaje, aumentando la exigencia académica, y por lo demás, la complejidad en la selección del alumnado.

## Premios nacionales
El premio nacional es el reconocimiento más grande que entrega el estado de Chile a un profesional o personaje público en nuestro país, y que hayan hecho un gran aporte al desarrollo del país. Al menos dos exalumnos y dos profesores de nuestro liceo han recibido el máximo honor.
- Exalumnos
•	Fernando González Mardones: Actor y director teatral. Premio Nacional de Artes de la Representación y Audiovisuales de Chile.
•	José Santos González Vera: Escritor chileno, Novelista. Premio Nacional de Literatura de Chile.
- Profesores
•	Pedro Humberto Allende: Músico, compositor y profesor de la Universidad de Chile, Premio Nacional de Arte de Chile mención música 1945.
•	Mariano Latorre: Escritor costumbrista. Profesor de castellano, Premio Nacional de Literatura de Chile.

## Maratón anual Raúl Inostroza
Es una corrida tipo maratón, donde de principio participaban diversos liceos y colegios de la zona norte de Santiago, es organizada por el Liceo Valentín Letelier cada año y fue propuesta por primera vez, por el exprofesor y alumno Rosendo Inostroza quien le dio el nombre en honor a su padre, Raúl Inostroza. La corrida tiene su tramo desde las puertas del Liceo Valentín Letelier, hasta las alturas del Cerro San Cristóbal en la Comuna de Recoleta.

## Documental Histórico "Actividades del Liceo 1 de Santiago Valentín Letelier"
Del año 1930 es el primer documental relacionado con la educación en nuestro país, el que muestra actividades académicas, deportivas y de ocio  de los estudiantes y profesores del Liceo Valentín Letelier. Este documental fue encargado por el gobierno de Manuel Balmaceda. Tiene una duración de 18 minutos, es declarado patrimonio fílmico nacional por el ministerio de educación de Chile, siendo considerado material histórico por el consejo nacional de la cultura y las artes. 
https://www.cclm.cl/cineteca-online/actividades-del-liceo-valentin-letelier/

## Santiago Football Club
El club deportivo Santiago Football Club, fundado el 16 de agosto de 1903, fue ideado por alumnos del Liceo Valentín Letelier. El equipo fue formado de principio, por ex adherentes al Brasil Football Club, creado en 1902, por alumnos del Instituto Superior de Comercio (INSUCO). Posteriormente este equipo se transformó en el actual Santiago Morning.

## 120 años de historia institucional
El 10 de octubre de 2008, se celebró en el Liceo, los 120 años de historia institucional, en el que participaron destacados exalumnos, entre ellos el expresidente de la república, Patricio Aylwin Azocar y el exministro de obras Públicas Sergio Bitar, además de parlamentarios y autoridades locales y nacionales. En esta celebración, se aprovechó de inaugurar el museo del Liceo, que cuenta con documentos históricos y mobiliario de antigua data, además de valiosos emblemas, como lo es el estandarte patrio.

## Comunidad Valentiniana
Al ser un liceo emblemático, cargado de historia,  existe una gran comunidad, llamada "Valentiniana", que vincula a distintos estamentos, como estudiantes, equipo directivo, funcionarios/as, apoderados/as, docentes, ex-estudiantes, con la finalidad mantener el espíritu del liceo, representado en sus valores institucionales: Solidaridad, Valoración a la diversidad y Respeto; y sus Sellos: Participación política y democrática y Participación deportiva.